# Satipatthana
Satipaṭṭhāna (pali ; smṛti-upasthāna en sanskrit), signifie « établissement de l'attention » ou « application de la présence d'esprit ».
Il s'agit d'un membre essentiel de la pratique bouddhique : l'attention doit être établie, maintenue à chaque instant. Cette attention (sati), dans le cadre bouddhique, consiste en une présence claire, une conscience claire des choses et des événements mentaux.
Le Satipatthana sutta est présent dans deux sections du Canon pali, donc en deux versions : il y a le Satipatthana sutta (dans le Majjhima Nikaya, MN 10), et le Mahasatipatthana sutta (dans le Dīgha Nikāya, DN 22).

## Traduction
Le mot pali satipaṭṭhāna, « présence ou établissement de l'attention » est composé de :
- sati (smṛti en sanskrit) : le nom sati est relié au verbe sarati (se souvenir). À ce titre, l'usage courant de sati signifie mémoire, tant dans les définitions de l'Abhidhamma que dans les commentaires[3]. Cependant, dans la tradition bouddhique, sa définition ne se limite pas à ce sens littéral lorsque le terme est associé à la méditation : il réfère plus justement à l'attention au moment présent[4].
- upaṭṭhāna : signifie « placer près de, garder présent, établir ».

## Satipaṭṭhāna Sutta
Le Satipaṭṭhāna Sutta est un discours de Gautama Bouddha décrivant l'établissement de l'attention : « Les quatre applications de la présence d'esprit sont la seule Voie conduisant à l'atteinte de la purification, à la maîtrise de la douleur et des lamentations, à la cessation de la peine et du chagrin, à l'entrée à la Voie parfaite et à la réalisation du Nibbāna. »
Dans ce discours de Bouddha, on dénombre quatre contemplations, qui réfèrent aux quatre types - aux quatre fondements - de l'attention :
- l'attention au corps (kāya) ;
- l'attention aux sensations (vedanā) ;
- l'attention à l'esprit (citta) ;
- l'attention aux phénomènes (dharma, parfois traduit comme objets mentaux).

### L'attention au corps
La contemplation du corps, dans le Satipaṭṭhāna Sutta, se subdivise en six parties : 
- l'attention à la respiration ;
- les quatre postures ;
- l'attention totale ;
- l'impureté des parties anatomiques ;
- les éléments ;
- et les neuf contemplations du corps en décomposition.

### L'attention aux sensations
La contemplation des sensations, dans le Satipaṭṭhāna Sutta, s'intéresse plus spécifiquement à la tonalité affective et hédonique de l'expérience. Ainsi, le pratiquant est invité à observer les sensations agréables, désagréables et neutres, tant sur le plan physique que mental.

### L'attention à l'esprit
La contemplation de l'esprit, dans le Satipaṭṭhāna Sutta, constitue une investigation de l'aspect cognitif de l'expérience.

### L'attention aux phénomènes
La contemplation des phénomènes, dans le Satipaṭṭhāna Sutta, se subdivise en cinq parties :
- les cinq obstacles ;
- les agrégats ;
- les six sphères des sens ;
- les sept facteurs d'éveil ;
- les quatre nobles vérités.